# Gentiana pseudohumilis
Gentiana pseudohumilis är en gentianaväxtart som beskrevs av Tomitaro Makino. Gentiana pseudohumilis ingår i släktet gentianor, och familjen gentianaväxter. Inga underarter finns listade i Catalogue of Life.